# Eurychaeta asiobosca
Eurychaeta asiobosca är en tvåvingeart som beskrevs av Andy Z. Lehrer 2007. Eurychaeta asiobosca ingår i släktet Eurychaeta och familjen spyflugor.
Artens utbredningsområde är Frankrike. Inga underarter finns listade i Catalogue of Life.